# Zhou Xiuhua
Zhou Xiuhua (kinesiska: 周 秀華), född den 8 december 1966, är en kinesisk roddare.
Hon tog OS-brons i fyra utan styrman i samband med de olympiska roddtävlingarna 1988 i Seoul.